# يوسف عز الدين الناصري
يوسف عز الدين إبراهيم أو يوسف عز الدين بن السيد محمد سعيد الرفاعي الناصري هو رائد تربوي ووزير معارف عراقي سابق، شغل هذا المنصب في وزارة حكمت سليمان لكنه استقال في 19 حزيران 1937، فخلفه جعفر حمندي.
ولد في تكريت عام 1890، وأكمل تعليمه الابتدائي والرشدي والسلماني، ثم تخرج من دار المعلمين العالية في إسطنبول.
عين مديرا لمدرسة رشدية في العهد العثماني، ثم معلم رياضيات في دار المعلمين التركية، ثم مفتشا للتدريسات الابتدائية لمدينة بغداد.
ساهم في حروب الجيش العثماني، ثم أعيد تعيينه في دار المعلمين سنة 1917، وكان مديرا لها. عمل مديرا لمنطقة معارف بغداد، ووكيلا لوزير المعارف ووزير معارف.
كما انتخب في تشرين الأول 1924 رئيسا لجمعية كرة القدم البغدادية لكنه استقال في بداية كانون الأول 1924.
توفي عام 1956.

## مؤلفاته
من مؤلفاته:
- التاريخ العثماني
- تجويد القرآن
- الجغرافية العثمانية